# سوسکچه‌های نخستین هادروبلوس
سوسکچه‌های نخستین هادروبلوس(نام علمی: Hadrobelus) نام یک سرده از تیره سوسکچه‌های نخستین است.